# Underneath the Pine
Underneath the Pine è il secondo album discografico in studio del musicista statunitense Toro y Moi, pubblicato nel 2011.

## Tracce
1. Intro / Chi Chi – 2:25
2. New Beat – 4:05
3. Go With You – 3:58
4. Divina – 2:19
5. Before I'm Done – 2:42
6. Got Blinded – 3:10
7. How I Know – 4:05
8. Light Black – 3:23
9. Still Sound – 4:30
10. Good Hold – 2:27
11. Elise – 6:01